# Livorno (Paramaribo)
Livorno – miasto w dystrykcie Paramaribo, w Surinamie. Według danych na rok 2012 miasto zamieszkiwało 8209 osób, a gęstość zaludnienia wyniosła 912,1 os./km².

## Demografia
Ludność historyczna:
| Rok                           | 2004   | 2012   |
| ----------------------------- | ------ | ------ |
| Ludność                       | 8386   | 8209   |
| Gęstość zaludnienia os./km²   | 931,8  | 912,1  |
| Roczna zmiana liczby ludności | -0,27% | -0,27% |

## Klimat
Klimat jest tropikalny. Średnia temperatura wynosi 24°C. Najcieplejszym miesiącem jest wrzesień (26°C), a najzimniejszym miesiącem jest styczeń (22°C). Średnie opady wynoszą 2492 milimetrów rocznie. Najbardziej wilgotnym miesiącem jest maj (404 milimetrów), a najbardziej suchym miesiącem jest wrzesień (86 milimetrów).